# Joice Berth
Joice Berth (nascida em São Paulo, 19 de janeiro de 1976) formou-se em arquitetura e urbanismo, é escritora e feminista, curadora e psicanalista. 
Cria conteúdo para as redes sociais e plataformas como a Revista “Elle Brasil” e o “Portal Terra”, sobre temas de conscientização de questões sociais, desigualdades e saúde mental.
feminista negra.

## Biografia
Nascida e criada em São Paulo, formou-se em Arquitetura pela Uninove em 2010. Tem como campo de pesquisa o direito à cidade, concentrando-se nas questões de gênero e raça.
Em homenagem a uma de suas avós, cujo sobrenome era “Bertolino”, ela adotou como nome social "Joice Berth".
Joice Berth já esteve como colunista no site Justificando e Carta Capital.
É autora do livro “O que é Empoderamento?”(2018), terceiro da coleção Feminismos Plurais, organizada pela Djamila Ribeiro -
Editora Pólen/Jandaira Selo Sueli Carneiro, tendo sua tradução para o francês “Empowerment et féminisme noir” pela Anacaona Editions em 2019. O livro traz reflexões sobre o conceito de empoderamento a partir da perspectiva feminista interseccional, evidenciando as concepções de diversos intelectuais, como Angela Davis, bell hooks, Patricia Hill Collins e Paulo Freire, que compreendem o empoderamento enquanto prática de transformação não somente subjetiva, mas também de caráter coletivo. O livro é dividido em quatro partes: “Opressões estruturais e empoderamento: um ajuste necessário”, “Ressignificação pelo feminismo negro”, “Estética e afetividade: noções de empoderamento” e as considerações finais.
Participou como jurada do Prêmio de Arquitetura do Instituto Ruy Ohtake/Akznobel, Premiação Institutos dos Arquitetos do Brasil e do Prêmio Marie Claire/Avon para práticas contra a violência doméstica, também foi eleita uma das mentes mais criativas do Brasil pela revista “Weired”; E também foi uma das homenageadas na Lavagem da Madeleine em Paris pelo coletivo Mulheres da Resistência
Participou como curadora da exposição “Casa Carioca” em 2020, juntamente do Marcelo de campos curador oficial do Museu de Arte do Rio, e atualmente é uma das(os) curadores da exposição “Margens de 22” do Sesc do Carmo.